# Distretto di Picsi
Il distretto di Picsi è uno dei venti distretti della provincia di Chiclayo, in Perù. Si trova nella regione di Lambayeque e si estende su una superficie di 56,92 chilometri quadrati.

Ha per capitale la città di Picsi e contava 8.346 abitanti al censimento 2005.